# Хавацалот

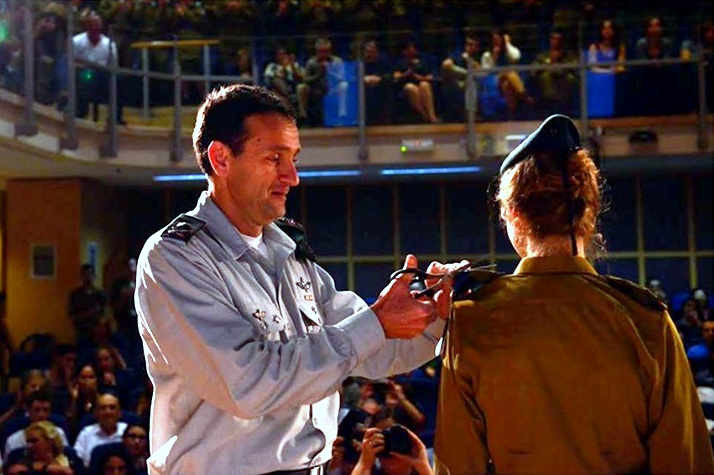
Церемония окончания программы

«Хавацалот» (ивр. תכנית חבצלות‎) — военно-академическая программа подготовки офицеров для Управления военной разведки Израиля, является одной из наиболее эксклюзивных в армии. Курс основан на концепции программы «Тальпиот» для подготовки высококвалифицированных офицеров разведки.
Каждый год, после продолжительных проверок, в программу попадают 30 — 40 человек, которые имеют высокий интеллектуальный потенциал и задатки лидера. Они готовятся стать будущими офицерами израильской разведки, которые будут решать самые приоритетные вопросы, как военные, так и стратегические.
Курс Хавацалот проходят в Еврейским университете в Иерусалиме в течение трёх лет. На это время учащиеся получают отсрочку от срочной службы. На курсе солдаты изучают предметы, связанные с военной тематикой, ближневосточную историю, политологию, социологию, арабский язык, есть выбор между экономикой, математикой, философией и информатикой. По успешному окончанию курса студенты получают степень бакалавра с двумя факультативными специализациями (одна из которых — военная). После трёх лет курса «Хавацалот» офицеры обязаны отслужить в израильской разведке шесть лет.